# Pascal Egloff
Pascal Egloff, né le 8 août 1992, est un sauteur à ski suisse.

## Carrière
Membre du club SC Grabserberg, Pascal Egloff participe à des compétitions organisées par la FIS dès 2006 et à ses premiers championnats du monde junior en 2008. Il obtient son meilleur résultat dans la Coupe continentale en février 2009 à Zakopane (huitième). Ses débuts individuels en Coupe du monde ont lieu à Ruka en novembre 2009 (35e), après des débuts en équipe en mars 2009 à Lahti. Son meilleur résultat individuel est 33e à Sapporo en 2014. En 2013-2014, il se classe deuxième aussi de la Coupe FIS.
Le moment fort de sa carrière est sa sélection aux Championnats du monde 2011 à Oslo, où il est 43e au petit tremplin et dixième par équipes.
Il prend sa retraite sportive en 2015 pour se consacrer à ses études.
Son frère Lucas Egloff est aussi un sauteur à ski. Il est également le fils de Paul Egloff.

## Palmarès

### Championnats du monde
| Édition / Épreuve  | Petit tremplin | Grand tremplin | Par équipes |
| ------------------ | -------------- | -------------- | ----------- |
| Mondiaux 2011 Oslo | 43e            |                | 10e         |

### Festival olympique de la jeunesse européenne
- Médaille de bronze par équipes en 2009 à Szczyrk.

### Championnats de Suisse
- 3 fois champion à l'épreuve par équipes.